# Guido Pieters
Guido Pieters (Maastricht, 1948) è un regista olandese.

## Biografia
Pieters si è laureato alla Dutch Film Academy nel 1970 e dal 2000 è attivo principalmente nel mondo televisivo tedesco. Gli è stata assegnata la Cipolla d'Oro come peggior regista nel 2006 per Het woeden der gehele wereld.

## Filmografia
- Doctor Vlimmen (1978)
- Kort Amerikaans (1979)
- Te gek om los te lopen (1981)
- Ciskje - Storia di un bambino (1984)
- Op hoop van zegen (1986)
- Medisch Centrum West (1991)
- De zwarte meteoor (2000)
- Het woeden der gehele wereld (2006)